# 박민준 (야구 선수)
박민준(2002년 10월 21일 ~ )은 KBO 리그 두산 베어스의 포수이다.

## 두산 베어스시절
2023년에 입단하였다. 2024년 6월 23일 삼성 라이온즈와의 경기에 출전하며 데뷔 첫 경기를 치렀고, 경기에서 1타수 무안타를 기록하였다.

## 출신 학교
- 아라초등학교
- 마산동중학교
- 마산용마고등학교
- 동강대학교